# Ђорђе Блесидес
Ђорђе Блесидес  (Јањина, (?) − Ниш, 1888. или 1889) нишки цинцар, власних  једне од две апотеке у Нишу  у време Османског царства и прве отворене апотеку у новоослобођеној Србији од 1878. године. Један је од оснивача Комитета за борбу против Турака и признати виноградар, чије направљено вино је 1882. године у Бордоу, у Француској, добило почасну диплому за напредак.

## Живот и дело
Рођен је у Јањини у Епиру  у Грчкој у првој половини 19. века (тачан датум рођења је непознат). Диплому са којом је могао да врши апотекарску праксу па и да лечи, стекао је у Медицинској школи у Цариграду, која је имала своју вредност у Турској и Грчкој. Огромно турско царство и pax otomanica унутар његових границе, које су покривале већи део југоисточне Европе, омогућио Цинцарима, да се укључе у велике економске
група коју је Трајан Стојановић назвао победносним балканским православним трговцима.  Као и остали Цинцари, у потрази за бољом зарадом и Ђорђе је дошао у Ниш, тада под Османским царством  у коме  су недостајали апотекари и лекари. У њему је он по речима нишког историчара Небојше Озимића..донео дах старобалканске културе у полупразну и турским најездама опустошену Србију, дароватим занимањем карактеристичним за западну Европу.
У Нишу је добио дозволу за рад од Османске власти и вршио апотекарску праксу и лечење болесника по древном турском обичају. 
Својим капиталом, пословним везама и ауторитетом Ђорђе Блесидес је у Нишу и околини допринео напретку српске заједнице и повећању њеног значаја. Тако се Ђорђе нашао међу оснивачима и члановима Нишког комитета  тајна национално-политичка организација, основане 1874. године непосредно пред ослобођење Ниша од Турака, која је обухватала цео нишки мутесарифлук (санџак), или нишки и пиротски санџак. Међу најзаслужнијима за спасавање нишких родољуба и чланова Комитета у акцији хапшења коју је спровео нишки Али Риза-паша, нашао се и апотекар Ђорђе Блесидес, заједно са Михаилом Адамушевићем Михом и пасошки службеник Настас Настасијевић, зет Учитеља Тасе и човек који је добро познавао људе у локалној власти.
Након ослобођења Ниша од Османског царства  затечене су  две приватне апотеке: Ђорђа Блесидеса и Димитрија - Митанчета Фредија (Фредића). Када је међу њима  дошло до велике конкуренције (након 1880. године) умешала се здравствених власти Кнежевине Србије, која је послала комисиј да прегледа рад ове две апотеке. Након  комисијског извештај апотеке Ђорђа Блесидеса за даље вршење своје праксе морале је да усагласи рад са државним законом из 1865. а нарочито са санитетским законом из 1881. године.
Наметнути прописи, о набавци неопходне опреме за рад апотеке оптерећивали су буџет Блесидеса и он је од 1883. до 1887. са повременим прекидима из месеца у месец снабдевао Нишку болницу контигентима лекова.
Па ипак, и поред опомене, није престао са лечењем биљем и мелемима које је сам справљао и у чему је имао прилично успеха. Све ово је чињено без знања и одобрења представника градске власти. Али ово није била једина преокупација Ђорђа Блесидеса.
За Ђорђе Блесидес као виноградара и доброг познаваоца вина  сазнало се 1882. када су нишка вина први пут представљена на Међународној изложби у Бордоу (Француска). На овој манифестацији нашла су се 28 узорака вина из Србије а свега неколико из нишког краја. Ђорђе Блесидес је наступио са својим црним вином названим по локацији винограда "Каменичко црно вино", произведено 1876. Са овом врстом вина добио је почасну диплому за напредак.
Са смрћу Ђорђа Блесидеса 1888. или 1889. престо је и рад његове апотеке Апотеку је од његових наследника 1890. године купио мр Јован Д. Јовановић, дипломирани фармацеут.